# Bolton Wanderers FC
Bolton Wanderers FC är en engelsk professionell fotbollsklubb i Bolton, grundad 1874. Hemmamatcherna spelas på Macron Stadium. Klubben spelar sedan säsongen 2021/2022 i tredjedivisionen League One.

## Historia
Klubben grundades av pastorn John Farrall Wright under namnet Christ Church FC, men efter en dispyt med kyrkan bröt sig klubben loss och bytte namn till Bolton Wanderers FC. Namnet ("Vandrarna") uppkom efter att klubben hade svårt att hitta en permanent arena. De använde sig av tre arenor under sina första fyra år.

Klubbens ligaplaceringar från och med 1888.

Bolton var en av de tolv medlemmarna i The Football League som grundades 1888, och har alltså varit med sedan ligan startades. 1894 nådde Bolton för första gången FA-cupfinalen, där de förlorade med 4-1 mot Notts County. På tredje FA-cupfinalförsöket kom första titeln, då man lyckades besegra West Ham United med 2-0. Det var den första FA-cupfinalen som spelades på Wembley Stadium. 1926 och 1929 vann man ytterligare två FA-cuptitlar, då man besegrade Manchester United och Portsmouth. Även 1958 vann klubben FA-cupen.
Det närmaste en stor titel klubben har kommit sedan dess var 2004, då de förlorade mot Middlesbrough i Ligacupfinalen.
Säsongen 2000/01 tog man sig tillbaka till Premier League. Efter att ha slutat sexa 2005 kvalificerade man sig till Uefacupen för första gången i klubbens historia, och gick till åttondelsfinal. 2007 var det dags igen, och den här gången nådde man kvartsfinal.
Säsongen 2011/12 åkte Bolton ur Premier League efter en 18:e plats. De hade ledningen mot Stoke City med 2-1 i den sista omgången och var i det läget ovanför nedflyttningsstrecket, men tappade den till 2-2. Bolton spelade därefter i The Championship fram till 2015/16 då man kom sist och åkte ned i League One, men redan säsongen efter studsade man med en andraplats direkt tillbaka till andradivisionen.
Säsongen 2018/2019 blev Bolton Wanderers nedflyttade till League One. Följande säsong blev klubben även nedflyttade till League Two. Efter endast en säsong i League Two blev Bolton åter uppflyttade till League One.

## Meriter
- FA-cupen: 1922/23, 1925/26, 1928/29, 1957/58
- FA Community Shield: 1958
- Division 2: 1908/09, 1977/78, 1996/97
- Division 3: 1972/73
- Football League Trophy: 1988/89
- Lancashire Senior Cup: 1885/86, 1890/91, 1911/12, 1921/22, 1924/25, 1926/27, 1931/32, 1933/34, 1938/39 (delad), 1947/48, 1988/89, 1990/91

## Spelare

### Spelartrupp
| 1  | England | Teddy Sharman-Lowe | 30 mars 2003   | Chelsea (-25)      |
| 13 | England | Nathan Broome      | 3 januari 2002 | Swansea City (-25) |

| 2  | England     | Josh Dacres-Cogley  | 12 mars 1996     | Tranmere Rovers (-23)   |
| 3  | Saint Lucia | Chris Forino-Joseph | 26 april 2000    | Wycombe Wanderers (-24) |
| 5  | England     | Richard Taylor      | 2 oktober 2000   | St Mirren (-25)         |
| 6  | Skottland   | George Johnston     | 1 september 1998 | Feyenoord (-21)         |
| 14 | England     | Jordi Osei-Tutu     | 2 oktober 1998   | VfL Bochum (-24)        |
| 15 | England     | Will Forrester      | 29 juni 2001     | Port Vale (-23)         |
| 18 | Nordirland  | Eoin Toal           | 15 februari 1999 | Derry City (-22)        |
| 25 | England     | Max Conway          | 5 september 2003 | Bolton Wanderers FC     |

| 4  | England   | Xavier Simons         | 20 februari 2003  | Hull City (-25)              |
| 8  | Wales     | Josh Sheehan          | 30 mars 1995      | Newport County (-21)         |
| 16 | England   | Aaron Morley          | 27 februari 2000  | Rochdale (-22)               |
| 17 | England   | Joel Randall          | 29 oktober 1999   | Peterborough United (-25)    |
| 19 | England   | Amario Cozier-Duberry | 29 maj 2005       | Brighton & Hove Albion (-25) |
| 21 | Skottland | Ethan Erhahon         | 9 maj 2001        | Lincoln City (-25)           |
| 22 | England   | Kyle Dempsey          | 17 september 1995 | Gillingham (-22)             |
| 23 | Ungern    | Szabolcs Schön        | 27 september 2000 | Fehérvár (-24)               |
| 28 | Egypten   | Sonny Sharples-Ahmed  | 24 mars 2005      | Bolton Wanderers FC          |

| 7  | Guinea-Bissau | Carlos Mendes Gomes | 14 november 1998 | Luton Town (-23)                 |
| 9  | Nigeria       | Victor Adeboyejo    | 12 januari 1998  | Burton Albion (-23)              |
| 10 | England       | Sam Dalby           | 7 december 1999  | Wrexham (-25)                    |
| 11 | Barbados      | Thierry Gale        | 1 maj 2002       | Rapid Wien (-25)                 |
| 33 | England       | Charlie Warren      | 24 november 2006 | Felixstowe & Walton United (-25) |
| 45 | England       | John McAtee         | 23 juli 1999     | Luton Town (-24)                 |
| 48 | England       | Mason Burstow       | 4 augusti 2003   | Hull City (-25)                  |
| '  | England       | Dan Nlundulu        | 5 februari 1999  | Southampton (-23)                |

Not: Spelare i kursiv stil är inlånade.

### Utlånade spelare
| Nr | Land    | Pos | Namn                                                      |
| -- | ------- | --- | --------------------------------------------------------- |
| —  | England | MV  | Luke Hutchinson (i Altrincham till 31 maj 2026)           |
| —  | England | F   | Ajay Weston (i FC United of Manchester till januari 2026) |

| Nr | Land    | Pos | Namn                                             |
| -- | ------- | --- | ------------------------------------------------ |
| —  | England | MF  | Dubem Eze (i Scunthorpe United till 31 maj 2026) |